# Rudolf Leuzinger

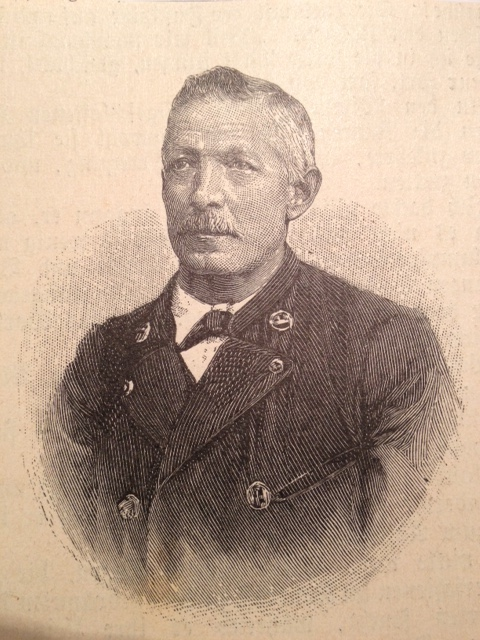
Rudolf Leuzinger

Rudolf Leuzinger (* 17. Dezember 1826 in Netstal; † 11. Januar 1896 in Mollis) war ein Schweizer Kartograph. Er gilt als einer der produktivsten Kartographen und besten Interpreten von Gebirgslandschaften und geologischen Formen. Er stellte als erster Terrainkarten in Farblithographie her.

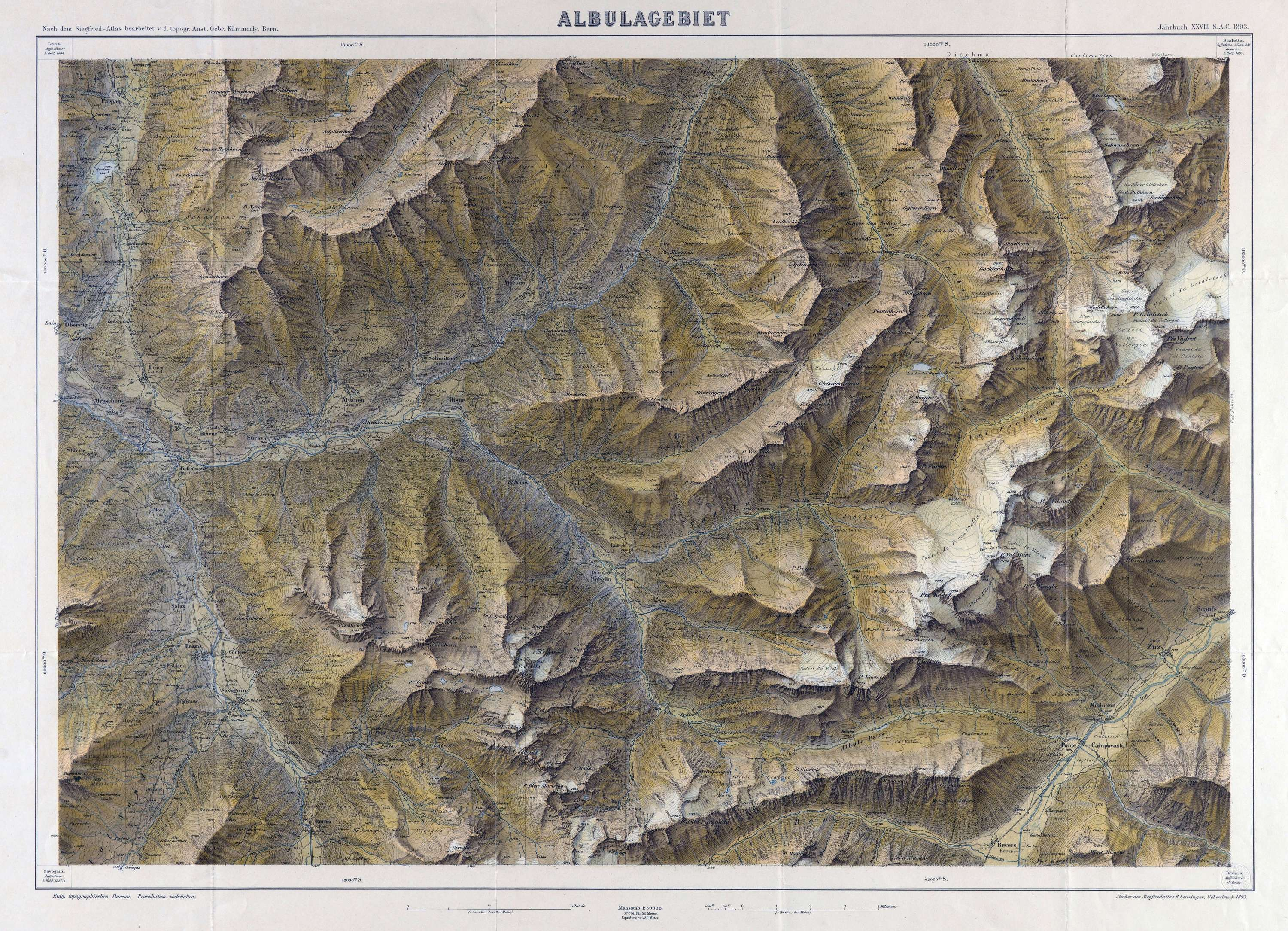
Karte des Albulagebiets von 1893

## Leben
Rudolf Leuzinger wurde als Sohn des Tischlermeisters Jakob Leuzinger und Barbara Weber geboren. In jungen Jahren verwaist, wuchs er in der Linthkolonie auf, einer Bildungseinrichtung für arme Kinder und Waisenkinder bei Ziegelbrücke. Nach einer Ausbildung als Kartenstecher bei Joh. Wurster & Comp. in Winterthur, die vom Kartographen Jacob Melchior Ziegler geleitet wurde, arbeitete er bei Wurster mehrere Jahre als Kartograph unter anderem an den topographischen Karten des Kantons St. Gallen und des Kantons Appenzell.
1851 heiratete er Barbara Trümpi (1828–1859) und dann 1859 ihre Schwester Rosina Trümpi (1838–1910).
Im Jahr 1859 machte er sich selbständig und gründete eine kartographische und lithographische Anstalt in der Stadt Glarus. Sie wurde bald für ihre wissenschaftlich und technisch wertvollen Produktionen, darunter auch Kartenstiche, bekannt. 1860 wurde er von Kaiser Napoleon III. beauftragt, einige Karten für seine Histoire de Jules César in Paris anzufertigen. Auf Einladung der Berner Regierung begann er 1861 für die kantonale Forst- und Baudirektion in Bern tätig zu werden, wo er mehrere Schulkarten, touristische Karten und Karten als Beilage zu einer Reihe von wissenschaftlichen Arbeiten erstellte.
Als der 1863 neu gegründete Schweizer Alpen-Club beschloss, Jahrbücher mit Karten herauszugeben, bot sich ihm ein neues Arbeitsfeld. Viele Tourenkarten wurden von Leuzinger gestochen und fast alle Bände enthielten Arbeiten von seiner Hand. Die Tourenkarten basierten oft auf den geodätischen Originalaufnahmen des Eidgenössischen Topographischen Bureaus und so ergab sich eine enge Beziehung zu dieser Organisation, insbesondere zu Oberst Hermann Siegfried.
Die Bundesversammlung von 1868 beschloss, einen neuen Topographischen Atlas der Schweiz herauszugeben. Siegfried beauftragte Leuzinger mit den schwierigen Stichen der Berge aufgrund der Originalkarten von Dufour (Dufourkarte) und Siegfried (Siegfriedkarte) selbst.
Durch die Heirat seiner Tochter Rosina Susanna 1876 wurde Leuzinger Schwiegervater von Eduard Rubin, Schweizer Oberst und Erfinder der Vollmantelkugel und der militärischen Schmidt-Rubin-Gewehre.

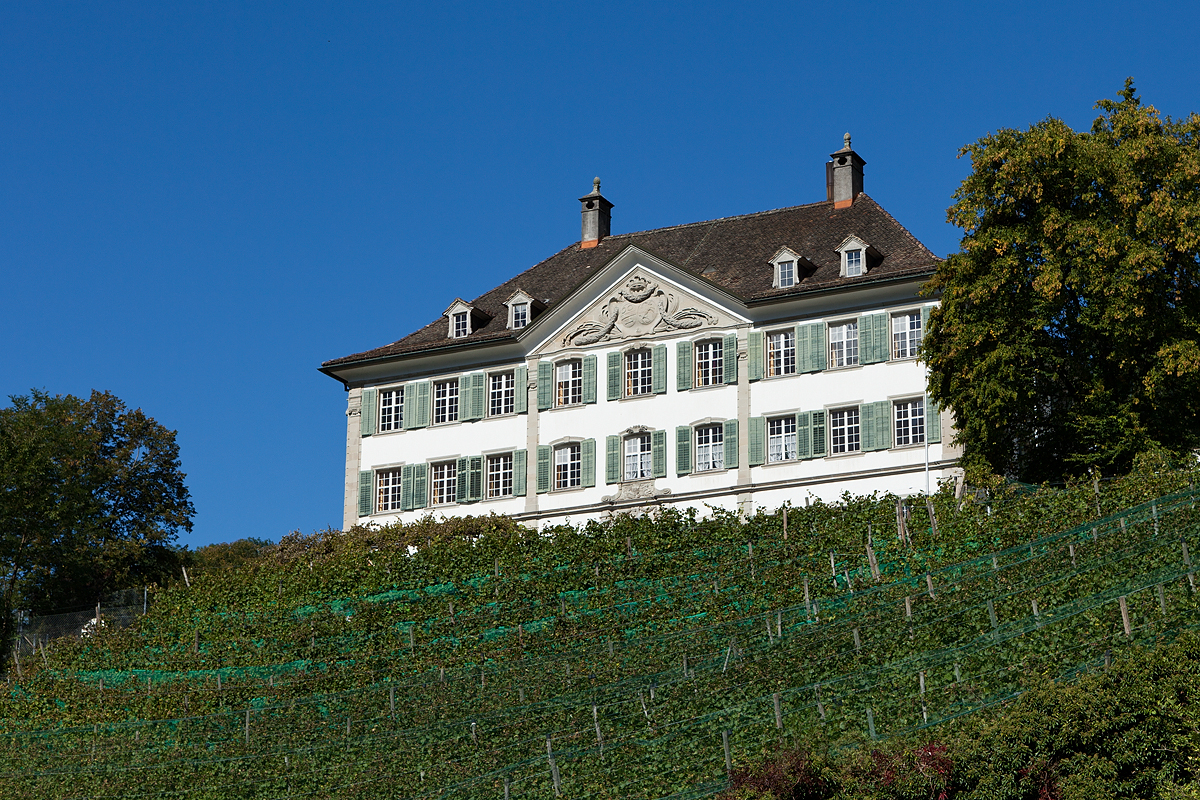
"Haltli" in Mollis

1881 setzte er seine Arbeit von Haltli (Mollis), danach ab 1891 von Ober-Haltli (Mollis) in seinem Heimat-Kanton Glarus fort.
1896 starb Leuzinger im Alter von 69 Jahren an Herzversagen.

## Werk
Seine mehr als 300 Karten sind eine seltene Kombination von Genauigkeit, wissenschaftlicher Gründlichkeit und Kunstfertigkeit und brachten ihm mehrere nationale und internationale Auszeichnungen ein. Zu seinen Arbeiten bei Wurster gehörten die topographischen Karten des Kantons St. Gallen und des Kantons Appenzell (16 Blätter, 1849–1851), der Atlas aller Kontinente (1851), der hypsometrischen Atlas (1856) und der topographischen Karte der Insel Madeira (1856).

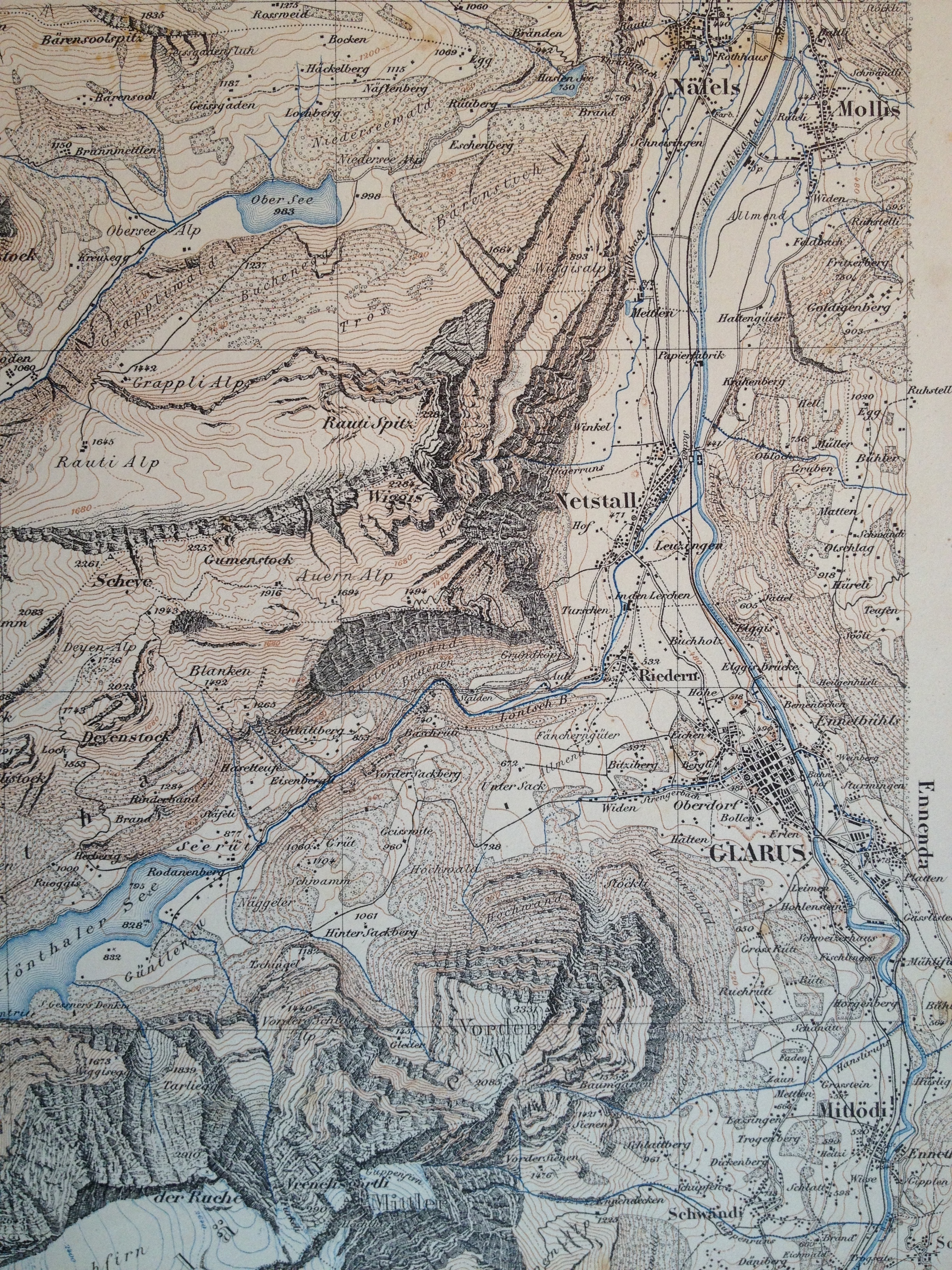
Fragment des Blattes 263 "Glarus", Topographischer Atlas der Schweiz alias Siegfriedkarte, 1. Auflage 1879, Lithografie von Rudolf Leuzinger

 Die Siegfriedkarte fertigte Leuzinger für die Hochgebirgsblätter mit 117 monochromen Stichen an, die im In- und Ausland Beachtung fanden. In Kupferstich oder in Chromolithographie erstellte er Karten der Schweiz, der Kantone Aargau, Bern, Freiburg, Glarus, Graubünden, Neuenburg, St. Gallen und Tessin sowie Spezialkarten der Innerschweiz, des Berner Oberlandes, der Gegend um Grindelwald, des Albulagebiets, der Rigi, der Insel Sumbawa, die Schulkarte der Schweiz von 1895, eine grosse Karte von Frankreich, Reliefkarten der Schweiz, von Südbayern, Tirol und Salzburg, Palästina, eine Reisekarte von Oberitalien, eine Eisenbahnkarte Europas, kleine Karten für Baedeker- und Meyers Reisebücher sowie die Terrainzeichnung auf den Karten des Rhonegletscherwerkes und auf Xaver Imfelds Montblanc-Karte.

„Aus Mollis (Kanton Glarus) kommt die Trauerkunde, daß der berühmte Kartograph Rudolf Leuzinger gestorben ist. Sein Tod ist ein schwerer, unersetzlicher Verlust nicht nur für seine Familie, sondern auch eben so sehr für die schweizerische Kartographie. Was er für dieselbe geleistet, das hat er mit wissenschaftlich sicherer Künstlerhand auf ungezählte Lithographiesteine gezeichnet und dadurch sein Andenken bei Mit- und Nachwelt gesichert. In der Darstellung des Hochgebirges, in der Feinheit und Treue der Charakteristik, in der Plastik der Terrainwiedergabe war er ein unübertroffener Meister. Davon zeugen zahlreiche Blätter des Siegfriedatlas, seine Reise- und Schulkarten[;] davon wird noch sein letztes Werk, die Imfeldsche Montblanc-[K]arte, zeugen, die demnächst bei Schmid, Francke & Co. in Bern (Offizielles Depot der eidgenössischen Karten) erscheinen soll. Durch seine in Hunderttausenden von Exemplaren verbreiteten Schulkärtchen ist Leuzinger ebenso vielen Schweizerkindern schon in früher Jugend ein treuer Führer in der Heimatskunde gewesen, und vielen Tausenden von Touristen, Einheimischen und Fremden, die das schöne Land durchwanderten, wurde er mit seinen Karten ein unentbehrlicher, zuverlässiger Begleiter.“